# Schlacht um Riga (1917)
Die Schlacht um Riga  fand vom 1. bis 5. September 1917 an der Ostfront des Ersten Weltkriegs statt und führte zur Einnahme Rigas durch die deutsche 8. Armee.

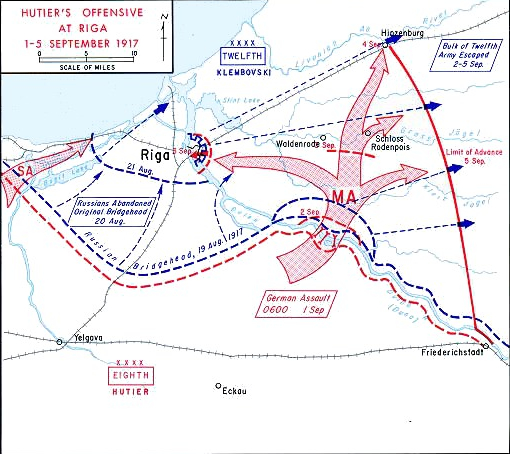
Karte der Schlacht

1914

Ostpreußische Operation (Stallupönen, Gumbinnen, Tannenberg, Masurische Seen) – Galizien (Kraśnik, Komarów, Gnila Lipa, Lemberg,
Rawa Ruska) – Przemyśl – Weichsel – Krakau – Łódź – Limanowa–Lapanow – Karpaten
1915

Humin – Masuren – Zwinin – Przasnysz – Gorlice-Tarnów – Bug-Offensive – Narew-Offensive – Großer Rückzug – Nowogeorgiewsk – Rowno – Swenziany-Offensive
1916

Naratsch-See – Brussilow-Offensive – Baranowitschi-Offensive
1917

Aa – Kerenski-Offensive (Zborów) – Tarnopol-Offensive – Riga – Unternehmen Albion
1918

Operation Faustschlag – Krim

## Vorgeschichte
Nach der Abwehr der russischen Kerenski-Offensive im Juli 1917 plante der deutsche Erste Generalquartiermeister Erich Ludendorff an der Ostfront eine Offensive, die direkt den Sitz der nach der Februarrevolution 1917 entstandenen provisorischen Regierung in Petrograd bedrohen und die Niederlage Russlands beschleunigen sollte. Das weitgehend evakuierte Riga, die Hauptstadt des Gouvernements Livland an der Mündung der Düna mit einer Vorkriegsbevölkerung von 475.000 Menschen, bildete den nördlichen Eckpfeiler der Ostfront und diente der russischen Armee als Riegel, der den deutschen Vormarsch auf Petrograd aufhielt. Die russische 12. Armee unter General Dmitri Pawlowitsch Parski hatte hier ihr Hauptquartier. Zusätzlich besaß die russische Armee einen Brückenkopf über die Düna im mehr als 100 km entfernten Jakobstadt (Jēkabpils). Anfang August 1917 wurde der Oberbefehlshaber der deutschen 8. Armee, General Oskar von Hutier, beauftragt, einen Plan zur Einnahme Rigas auszuarbeiten. Hierfür wurden ihm drei nach Beendigung der Schlacht in Galizien freiwerdende Generalkommandos zusätzlich zur Verfügung gestellt. Die russischen Truppen hatten sich Mitte August in Erwartung eines Angriffs bereits aus einem Teil ihres Brückenkopfes bei Riga zurückgezogen.

## Verlauf
Nach starker Artillerievorbereitung mit Grün- und Blaukreuzgranaten, geleitet von Oberstleutnant Georg Bruchmüller, begann kurz nach 9 Uhr am 1. September die Schlacht mit dem Übergang über die Düna im Raum Uexküll, etwa 30 Kilometer stromaufwärts von Riga. Für den anfänglichen Übergang waren die 19. Reserve-Division sowie die 202. und 203. Infanterie-Division ausgewählt worden. Um 14:30 Uhr waren drei Pontonbrücken über die Düna fertiggestellt, über die die nachfolgenden Truppen das gegenüberliegende Ufer erreichen konnten. Bis zum Abend erreichte die mittlere der drei Durchbruchsdivisionen, die 14. Königlich Bayerische Division, die Kleine Jägel, nachdem sich die russische Armee in Unordnung zurückzog. Für den weiteren Vormarsch wurden drei deutsche Gruppen gebildet: die westliche unter General Riemann (VI. Armee-Korps) sollte sich Riga von Osten her nähern, die mittlere unter General von Berrer (Generalkommando 51) nach Norden vorstoßen, um den Russen den Rückzug abzuschneiden, und die östliche unter General von Kathen (XXIII. Reserve-Korps) das Vorgehen nach Osten abschirmen.

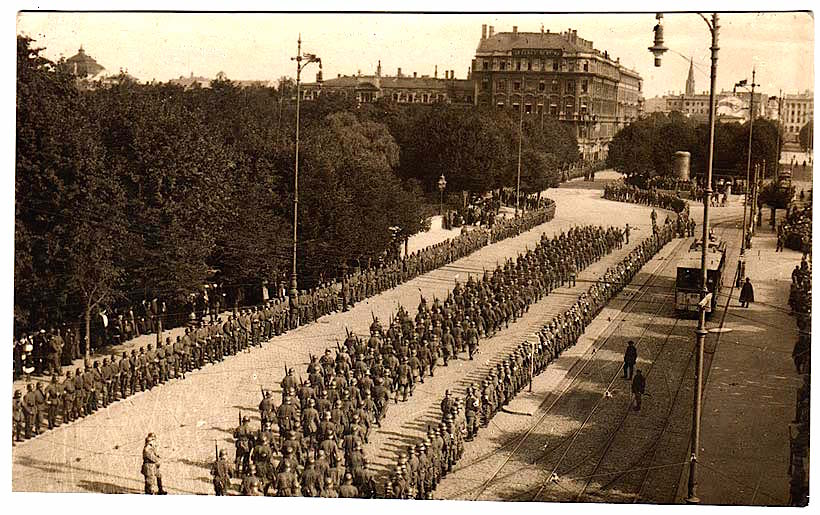
Deutsche Truppen beim Einmarsch in Riga (3. September 1917)

Am 2. September leistete die sich aus dem Rigaer Brückenkopf zurückziehende russische Armee erheblichen Widerstand, der erst am Nachmittag an der Kleinen Jägel gebrochen werden konnte. In der Nacht erreichte die 14. bayerische Division die Große Jägel. Währenddessen waren die vor Riga liegenden deutschen Truppen den zurückweichenden Russen nachgestoßen und planten für den nächsten Tag den Sturmangriff auf die Befestigungen. Die schweren Kämpfe setzten sich am 3. September fort, wobei der 2. Garde-Division am Abend die kampflose Besetzung des Ostteils Rigas zufiel. Von Westen her besetzte die 1. Reserve-Division im Verbund mit Truppen des Generalkommandos 60 die Stadt.
Die russische Armee zerstörte alles, was den Deutschen nicht in die Hände fallen sollte; die russischen Soldaten plünderten die Bürgerhäuser (vor allem während des 3. Septembers) und schleppten mit, was sie tragen konnten. In der Nacht zum 4. September wurde ein russischer Funkspruch aufgefangen, der Details des russischen Abmarsches enthielt. Am 4. September gelang es der 20. Division der Gruppe Berrer, die Straße und Bahnstrecke nach Wenden auf Höhe des Bahnhofs Hinzenberg zu sperren. Links von ihr erreichte die 1. Garde-Division im weiteren Vorgehen die Livländische Aa. Am 5. September ebbte die Kampftätigkeit ab. Die in Riga verbliebenen Einwohner bejubelten die einrückenden deutschen Soldaten.
Die russische 12. Armee befand sich im vollen Rückzug und die 8. Armee grub sich nach Sicherung der erreichten Stellungen für die Verteidigung ein.

## Verluste und Folgen
Fast 9000 russische Soldaten gerieten in Gefangenschaft. Die 8. Armee erbeutete mehr als 260 Geschütze. Ein größerer Erfolg wurde ihr durch den rechtzeitig eingeleiteten russischen Rückzug verwehrt. Ihre eigenen Verluste beliefen sich auf 4200 Mann.
Wie erhofft, beschleunigte das gelungene Unternehmen den Zusammensturz der labilen russischen Regierung. Die Kornilow-Affäre zerstörte das Vertrauen zwischen der Armee und der Regierung Kerenskis. Dem Unternehmen gegen Riga schlossen sich schon bald ebenso erfolgreiche Unternehmen gegen Jakobstadt (21.–22. September) sowie gegen die baltischen Inseln (Unternehmen Albion, 12.–21. Oktober) an. Die wenig später stattfindende Oktoberrevolution in Russland führte im Dezember 1917 zu einem Waffenstillstand an der Ostfront, der der deutschen Armee erlaubte, im Frühjahr 1918 an der Westfront zur entscheidungssuchenden Frühjahrsoffensive überzugehen. Hierbei wurden – unter Beteiligung Hutiers – die bei Riga erprobten Taktiken in größerem Maßstab eingesetzt.

## Trivia
Zum Einzug in Riga komponierte Karl Hagen einen Einzugsmarsch, zu dem die siegreichen Truppen am 6. September 1917 vor dem Kaiser defilierten.